# Kabinett Laar I
Regierung der Republik Estland unter Ministerpräsident Mart Laar (Kabinett Laar I)
Amtszeit: 21. Oktober 1992 bis 8. November 1994
| Ressort                             | Name             | Amtszeit              | Partei                            |
| ----------------------------------- | ---------------- | --------------------- | --------------------------------- |
| Ministerpräsident                   | Mart Laar        | 21.10.1992–08.11.1994 | Isamaaliit                        |
| Innenministerin                     | Lagle Parek      | 21.10.1992–27.11.1993 | ERSP                              |
| Innenminister                       | Heiki Arike      | 14.12.1993–08.11.1994 | ERSP                              |
| Außenminister                       | Trivimi Velliste | 21.10.1992–07.01.1994 | Isamaaliit                        |
| Außenminister                       | Jüri Luik        | 07.01.1994–08.11.1994 | Isamaaliit                        |
| Verteidigungsminister               | Hain Rebas       | 21.10.1992–05.08.1993 | ERSP                              |
| Verteidigungsminister               | Jüri Luik        | 23.08.1993–08.11.1994 | Isamaaliit                        |
| Verteidigungsminister               | Indrek Kannik    | 07.01.1994–23.05.1994 | Isamaaliit                        |
| Verteidigungsminister               | Enn Tupp         | 28.06.1994–08.11.1994 | Isamaaliit                        |
| Verkehrs- und Infrastrukturminister | Andi Meister     | 21.10.1992–08.11.1994 | ERSP                              |
| Sozialministerin                    | Marju Lauristin  | 21.10.1992–20.09.1994 | Eesti Sotsiaaldemokraatlik Partei |
| Sozialminister                      | Toomas Vilosius  | 20.09.1994–08.11.1994 | Eesti Liberaaldemokraatlik Partei |
| Reformministerin                    | Liia Hänni       | 21.10.1992–08.11.1994 | Eesti Maa-Keskerakond             |
| Kultur- und Bildungsminister        | Paul-Eerik Rummo | 21.10.1992–21.06.1994 | Isamaaliit                        |
| Kultur- und Bildungsminister        | Peeter Olesk     | 27.06.1994–08.11.1994 | ERSP                              |
| Energieminister                     | Arvo Niitenberg  | 21.10.1992–08.11.1994 | Isamaaliit                        |
| Finanzminister                      | Madis Üürike     | 21.10.1992–07.01.1994 | Isamaaliit                        |
| Finanzminister                      | Heiki Kranich    | 11.01.1994–21.06.1994 | Isamaaliit                        |
| Finanzminister                      | Andres Lipstok   | 27.06.1994–08.11.1994 | Isamaaliit                        |
| Wirtschaftsminister                 | Ain Saarmann     | 21.10.1992–05.02.1993 | Isamaaliit                        |
| Wirtschaftsminister                 | Toomas Sildmäe   | 05.02.1993–11.01.1994 | Isamaaliit                        |
| Wirtschaftsminister                 | Toivo Jürgenson  | 11.01.1994–08.11.1994 | Isamaaliit                        |
| Umweltminister                      | Andres Tarand    | 21.10.1992–08.11.1994 | Eesti Maa-Keskerakond             |
| Justizminister                      | Kaido Kama       | 21.10.1992–23.05.1994 | Isamaaliit                        |
| Justizminister                      | Urmas Arumäe     | 02.06.1994–08.11.1994 | Isamaaliit                        |
| Landwirtschaftsminister             | Jaan Leetsaar    | 21.10.1992–08.11.1994 | parteilos                         |
| Minister ohne Geschäftsbereich      | Jüri Luik        | 01.12.1992–06.10.1993 | Isamaaliit                        |
| Minister ohne Geschäftsbereich      | Peeter Olesk     | 08.10.1993–27.06.1994 | ERSP                              |